# Macromphalina palmalitoris
Macromphalina palmalitoris is een slakkensoort uit de familie van de Vanikoridae. De wetenschappelijke naam van de soort is voor het eerst geldig gepubliceerd in 1950 door Pilsbry & McGinty.